# Évolution des limites de vitesse sur autoroute au Montana

Représentation d'un panneau indicateur de vitesse sur autoroute au Montana (1995-1999).

Les limites de vitesse sur autoroute de jour au Montana disparaissent en décembre 1995 pour réapparaître en mai 1999. La mortalité routière évolue à l'occasion de ces changements d’une façon difficilement interprétable.
Ce phénomène atypique peut s'expliquer par l’application de la basic rule, une règle fondamentale en matière de circulation routière présente dans la législation de très nombreux États, et la conjonction de l'indifférence des habitants de cet État aux limites de vitesse avec le retentissement médiatique qu’a eu leur suppression sur ses autoroutes, attirant un grand nombre de « touristes de la vitesse ».

## Basic ruleet notion de limite de vitesse aux États-Unis
La basic rule (BR) est une loi que l’on retrouve dans la législation de tous les États de l'Union sous des formulations assez proches. Un conducteur doit adopter une conduite « raisonnable et prudente », ce qui implique une vitesse adaptée aux circonstances. Il peut ainsi être verbalisé pour une vitesse inadaptée même s’il n’a pas dépassé la limite autorisée, voire en l’absence de toute indication de limite de vitesse.
Cette notion d'une conduite prudente en toutes circonstances est reconnue internationalement : l'article 13 de la Conférence de Genève (Conférence des Nations unies sur la circulation routière organisée en 1968) y fait directement référence.

## Évolution des limites de vitesse sur autoroute
La basic rule est appliquée sur les autoroutes du Montana depuis 1955. La vitesse de circulation y est donc libre, sauf restrictions locales. Il existe cependant une limite qui s’applique à l’ensemble du réseau autoroutier : la vitesse est limitée à 55 mph (89 km/h) la nuit en raison du manque de visibilité.
En 1974, Montana adopte sous contrainte la limite fédérale de 55 mph de jour. En 1987, cette limite passe à 65 mph (105 km/h). Lorsqu’elle est supprimée fin 1995, la BR redevient la seule règle applicable en matière de vitesse sur les autoroutes fédérales du Montana.
Cette situation est déclarée inconstitutionnelle le 23 décembre 1998 par la cour suprême du Montana, à la suite de la plainte d’un citoyen verbalisé en 1996. L’absence d’une limite de vitesse numérique donne en effet lieu à des décisions arbitraires de la part des forces de l’ordre.
Du jour au lendemain il n'existe plus aucune notion de limite de vitesse sur les autoroutes du Big sky country. Une nouvelle limitation est instaurée le 28 mai 1999 : 75 mph (120 km/h) de jour comme de nuit.  

## Mortalité autoroutière entre 1995 et 2000
Dans les années 1990, la mortalité autoroutière représente environ 50 % de la mortalité totale. Elle enregistre des variations importantes en quelques années :
| Année                       | 1995 (65 mph) | 1996 (BR) | 1997 (BR) | 1998 (BR) | 1999 | 2000 (75 mph) |
| --------------------------- | ------------- | --------- | --------- | --------- | ---- | ------------- |
| Décès                       | 105           | 114       | 140       | 113       | 102  | 143           |
| Accidents mortels,          | 88            | 95        | 115       | 92        | 82   | 89            |
| Nombre de tués par accident | 1,19          | 1,20      | 1,21      | 1,22      | 1,24 | 1,60          |

L’année 1999 doit être considérée avec prudence, puisque les limites de vitesse sont différentes avant et après le 28 mai 1999. On dénombre 31 décès de janvier à mai 1999 lors de l’absence de toute limite de vitesse (43 pour la même période en 1998), et 71 de juin à décembre 1999, après le retour d’une limite de vitesse numérique (70 pour la même période en 1998).
La mortalité autoroutière évolue sensiblement comme la mortalité totale, qui après 15 ans de baisse, commence à augmenter au début des années 1990 jusqu’au milieu des années 2000. La faiblesse des chiffres (le Montana compte à peine un million d’habitants) doit amener à la plus grande prudence. Pour autant, deux éléments peuvent expliquer cette évolution inhabituelle de la mortalité lors de cette période.

## Pratique locale des limitations de vitesse
À partir de 1955, une violation de la basic rule est sanctionnée par une amende de 70 $. Compte tenu des termes de cette loi, il faut que la violation soit flagrante pour qu’une telle amende soit infligée. Les tribunaux du Montana prennent rapidement l’habitude de trancher les litiges en faveur des conducteurs, lesquels considèrent le fait de conduire vite comme un « droit d'origine divine ». De surcroît, le système répressif est très limité : le nombre d'agents dédiés au maintien de l'ordre sur les autoroutes est limité par la loi à 212 (nombre qui peut dans les faits ne pas être atteint plusieurs années de suite), alors que le Montana compte 140 000 km d'autoroutes.
La mise en place du 55 mph, imposé en 1974 par l'État fédéral, est mal vécue par une population à la mentalité libertarienne. Elle est perçue comme une restriction des libertés, une ingérence de l’État fédéral dans les affaires locales. 55 mph sur autoroute est incongru pour cet État rural dont la densité de population est de 2,5 hab/km2. Des élus locaux dénoncent un chantage aux subventions. Le Montana vote une loi indiquant qu’il maintiendra une limite de vitesse numérique tant que le versement des subventions fédérales y sera conditionné. Pour se conformer à l’esprit de la limite fédérale de 55 mph (faire des économies d’énergie) et bénéficier des subventions fédérales, il met en place une amende pour consommation excessive de carburant d’un montant de 5 dollars.  
Des carnets de coupons sont mis en vente, permettant de régler sur le champ les amendes correspondantes. On peut ainsi acheter à peu de frais le droit de ne pas respecter la limite de vitesse. Cette infraction ne portant pas sur les règles de conduite, elle n’a pas d’impact sur les polices d’assurance, encore moins sur la détention du permis de conduire. L’infraction peut être reproduite à l’infini : les forces de police distribuent 62 000 amendes de ce type chaque année (environ une par jour par policier), contre 3 000 pour violation de la basic rule (une par mois). Ainsi, le non-respect des limites de vitesse sur autoroute donne lieu à une réelle impunité, sauf pour les excès de vitesse les plus importants, qui tombent sous le coup d’une violation de la basic rule, cette impunité étant renforcée par la pratique des tribunaux de l’État. 

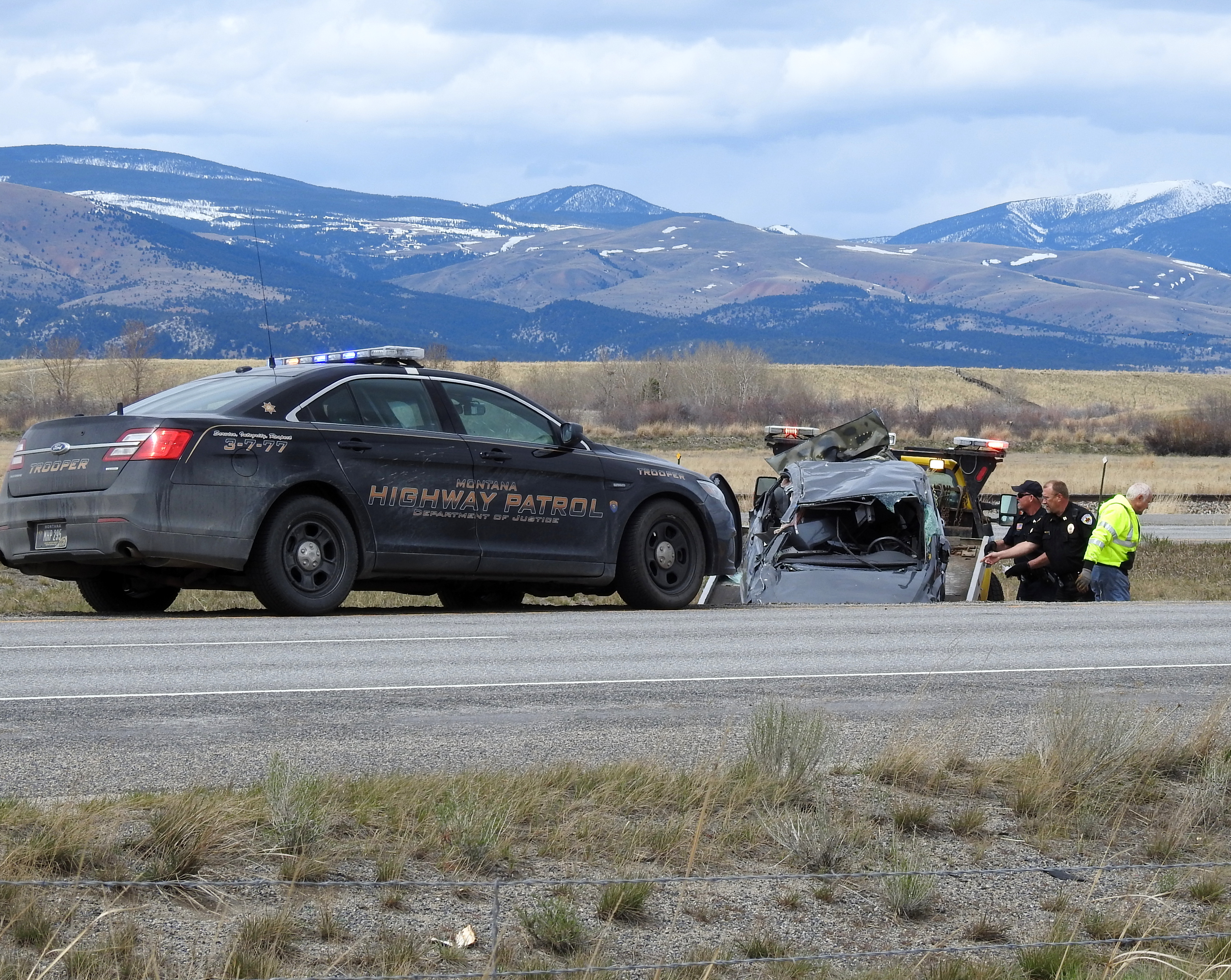
Patrouille de police intervenant sur un accident en 2017.

Les Montaniens conduisent donc en estimant eux-mêmes la vitesse à adopter, sans grande conséquence : le principe d’une limite de vitesse numérique à respecter est vidée de son sens. Dans les faits, les conditions météorologiques et la nature du réseau routier (assez vallonné et sinueux) imposent une certaine prudence : au Montana, « c’est le terrain qui fixe la limite ». 
Quand la limite de vitesse fédérale est abrogée en décembre 1995, les habitudes ne changent pas. Pourtant, les litiges devant les tribunaux se multiplient. L’appréciation d’une conduite «raisonnable et prudente » est la seule référence, laissée à l'interprétation des policiers, qui ayant été humiliés pendant les 20 années précédentes et constatant rapidement une augmentation des accidents et des décès, font preuve d’une sévérité plus importante qu’auparavant. Cette explosion des litiges finira indirectement par entraîner le rétablissement d’une limite de vitesse numérique, sans que cela impacte la mortalité routière, revenue à un niveau habituel en 1998. 

## Effet «Speed magnet»
En 1997, le gouverneur du Montana, Marc Racicot, échoue par deux fois à faire adopter par la législature du Montana une nouvelle limitation de vitesse numérique. Ce double refus traduit l’attachement de la population à la BR alors que les autorités s’inquiètent de la forte hausse de la mortalité. Elle est en effet imputée dans les médias américains et par nombre d’hommes politiques locaux aux « touristes de la vitesse ». On évoque un effet « aimant de la vitesse » (speed magnet) exercé par le Montana. Des courses illégales sont organisées sur les « Montanabahn », en référence aux autoroutes allemandes où la vitesse n’est pas limitée. Des journalistes viennent y essayer des voitures sportives, des particuliers font part de leurs exploits, mesurant et affichant la durée de leur traversée de l'État. 
Cet afflux de conducteurs étrangers conduisant de façon imprudente est contemporain des mauvais chiffres de 1996 et 1997. La vitesse moyenne sur autoroute passe de 116 à 126 km/h, les écarts de vitesse entre véhicules se creusent, le nombre de véhicules roulant à des vitesses très excessives, celui des d’accidents et la mortalité augmentent. Des conducteurs d’autres États sont impliqués dans 70 % des accidents mortels. En 1998, le nombre de conducteurs d’autres États impliqués dans un accident mortel est divisé par deux, la mortalité totale redescend à un niveau normal.

## Interprétation
Entre fin 1995 et début 2000, les limitations de vitesse sur les autoroutes du Montana changent de façon radicale 3 fois en 4 ans. L’interprétation des effets engendrés est d’autant plus hasardeuse que le Montana est très peu peuplé. Une variation annuelle de la mortalité routière peut ainsi s’expliquer par quelques événements ponctuels (l’hiver très rigoureux de 1996 atténue la hausse de la mortalité routière lors de la suppression du 55 mph ; le nombre de tués par accident connaît une hausse soudaine en 2000). 
L’évolution de la mortalité sur cette période pourrait néanmoins s’expliquer par l’indifférence des habitants du Montana aux limites de vitesse numériques, et donc à leurs changements, et par l’afflux soudain et éphémère de « touristes de la vitesse » sur les routes de cet État, analyse présentée par Cass Sunstein et Robert E. King en 1999. Pour Sunstein, le rétablissement d'une limitation de vitesse est regrettable : il suggère qu'au Montana on pouvait se passer de limites de vitesse (« Doing without speed limits »), ce qui s'inscrit dans sa philosophie d'une justice minimaliste qui tend à responsabiliser les individus.
Depuis le milieu des années 2000 la mortalité routière a repris sa baisse. Avec 1,51 décès par million de miles parcourus sur ses routes en 2016, le Montana est actuellement le 4e État le plus dangereux des États-Unis, chiffre à relativiser compte tenu de sa faible densité de population.